# Tanytarsus sandoensis
Tanytarsus sandoensis är en tvåvingeart som beskrevs av Jean-Jacques Kieffer 1915. Tanytarsus sandoensis ingår i släktet Tanytarsus och familjen fjädermyggor. Inga underarter finns listade i Catalogue of Life.